# Clorur
Clorur en química inorgànica, és una espècie iònica formada per un àtom de clor carregat negativament amb estat d'oxidació -1. Per extensió, també és un compost iònic format amb aquest anió o amb una estructura formalment semblant (és a dir, amb enllaç covalent entre un àtom de clor i un element químic menys electronegatiu). El clorur es troba en moltes sals naturals, entre aquestes cal destacar-lo com a component de la sal comuna o de cuina. També és un lligand aniònic habitual en química de coordinació.

Anió Clorur

## Els clorurs inorgànics

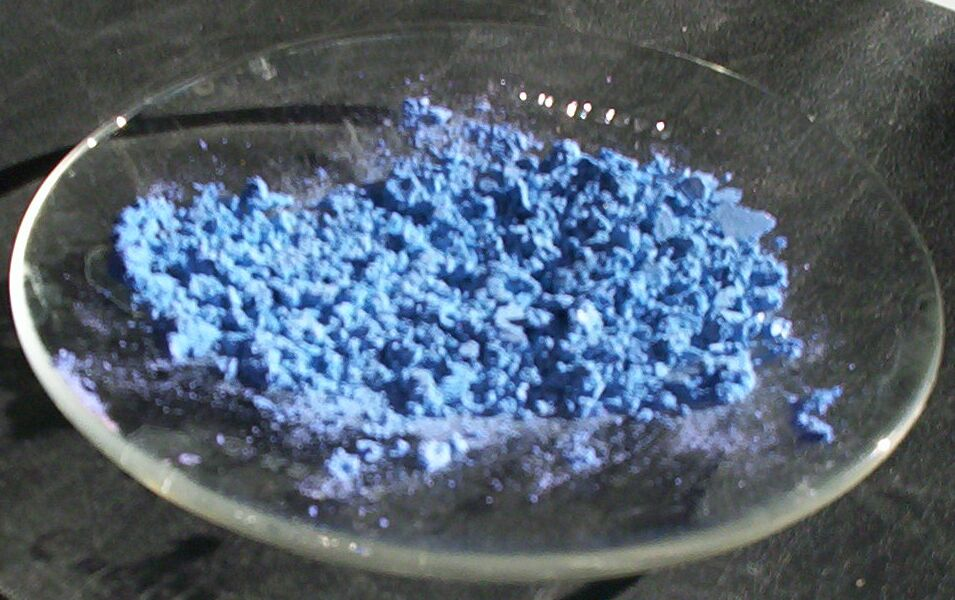
Sal anhidra de clorur de cobalt (II).

### Característiques generals
Els clorurs inorgànics contenen l'anió Cl− i, per tant, són salis de l'àcid clorhídric (HCl). Se sol tractar de substàncies sòlides incolores amb elevat punt de fusió.
En alguns casos l'enllaç amb el metall pot tenir cert caràcter covalent. Això es nota per exemple en el clorur de mercuri (II) (HgCl2) que sublima a temperatures bastant baixes. Per això es coneixia aquesta sal antigament amb el nom de "sublimat".
El clorur de ferro (III) (FeCl3) igualment mostra cert caràcter covalent. Així pot ser extret d'una dissolució amb elevada concentració de clorur amb èter i sense presència d'aigua de cristal·lització sublima a elevades temperatures.
La major part dels clorurs amb excepció principalment del clorur de mercuri (I) (Hg2Cl2), el clorur de plata (AgCl) i el clorur de tal·li (I) (TlCl) són bastant solubles en aigua.
En presència d'oxidants forts (permanganat, bismutat, aigua oxigenada, hipoclorit, etc.) els clorurs poden ser oxidats a clor elemental. Aquesta oxidació es pot portar també a cap per electròlisi. De fet l'electròlisi del clorur sòdic en dissolució és el mètode més emprat per a obtenir aquest element a més d'hidròxid de sodi.

### Síntesi
Els clorurs es poden obtenir per reacció d'una base (òxid, hidròxid, carbonat, etc.) i àcid clorhídric.
Alguns metalls poc nobles reaccionen també directament amb el clorhídric donant hidrogen elemental i el clorur corresponent. La reacció amb el zinc per exemple seria la següent:
Zn + ₂ HCl -> ZnCl2 + H₂
També és possible la reacció directament dels elements encara que en molts casos és molt violenta.

### Altres oxidacions
El clor pot assumir estat d'oxidació de -1, +1, +3, +5 o +7. També es coneixen diversos òxids de clor neutres.
| Estat d'oxidació del clor | −1               | +1                   | +3               | +5               | +7                  |
| Name                      | clor             | hipoclorit           | clorit           | clorat           | perclorat           |
| Fórmula                   | Cl−              | ClO−                 | ClO− 2           | ClO− 3           | ClO− 4              |
| Estructura                | The chloride ion | The hypochlorite ion | The chlorite ion | The chlorate ion | The perchlorate ion |

### Presència
El clorur més conegut és la sal marina que està present a l'aigua marina amb una concentració de l'aproximadament 3-3,5 %. Per tant, els oceans representen una font pràcticament inesgotable de clorur.

### Analítica
Els clorurs solubles precipiten de dissolució àcida en presència de nitrat de plata formant un sòlid pàl·lid de clorur de plata. El precipitat es dissol en amoníac i torna a precipitar en acidular amb àcid nítric.

### Propietats

#### Solubilitat en aigua
Solubilitat de sals anhidres en aigua a temperatura ambient (20 a 25 °C) en g/100g H2O (clorurs considerats: AlCl
3, SbCl
3, BaCl
2, BeCl
2, CdCl
2, CaCl
2, CsCl, CoCl
2, CuCl
2, AuCl
3, InCl
3, FeCl
3, LaCl
3, PbCl
2, LiCl, MgCl
2, MnCl
2, HgCl
2, NdCl
3, NiCl
2, PtCl
4, KCl, PrCl
3, RaCl
2, RbCl, SmCl
3, AgCl, NaCl, SrCl
2, TlCl, YCl3, ZnCl
2)H
2OYCl
3

### Densitat
Densitat de les sals en g.cm-3 (clorurs considerats: AcCl
3, AlCl
3, AmCl
3, SbCl
3, AsCl
3, BaCl
2, BeCl
2, BiCl
3, CdCl
2, CaCl
2, CeCl
3, CsCl, CrCl
3, CoCl
2, CuCl
2, ErCl
3, EuCl
2, GdCl
3, GaCl
3, GeCl
4, AuCl
3, HoCl
3, InCl
3, ICl3, IrCl
3, FeCl
2, LaCl
3, PbCl
2, LiCl, LuCl
3, MgCl
2, MnCl
2, HgCl
2, MoCl
2, NdCl
3, NiCl
2, NbCl
5, NCl3, PdCl
2, PCl3, PtCl
2, PuCl
3, KCl, PrCl
3, RaCl
2, ReCl
3, RhCl
3, RbCl, RuCl
3, SmCl
3, ScCl
3, SeCl
4, AgCl, NaCl, SrCl
2, SCl2, TaCl
5, TeCl
2, TbCl
3, TlCl, ThCl
4, SnCl
2, TiCl
2, WCl6, UCl3, VCl2, YbCl
2, YCl3, ZEmelyCl
2, ZrCl
2)ICl
3NCl
3PCl
3SCl
2WCl
6UCl
3VCl
2YCl
3

## Els clorurs orgànics

### Característiques generals
En els clorurs orgànics el clor està unit directament a un àtom de carboni. L'enllaç és covalent encara que a causa de la diferència d'electronegativitat entre els dos elements està fortament polaritzat. Per aquesta raó el clor pot ser substituït en molts casos en reaccions de substitució nucleòfila.
Els clorurs orgànics són menys inflamables que els hidrocarburs corresponents. Sovint també són més tòxics. Alguns cloroalcans com el diclorometà tenen importància com a dissolvents. Insecticides com el lindà o el DDT també són clorurs orgànics. També es troben en aquest grup els clorodibenzodioxines que s'han fet famosos i temuts per l'accident de Seveso.

### Síntesi
Els clorurs de compostos alifàtics es poden obtenir per reacció directa de la substància amb clor elemental. La reacció sol ser violenta i transcórrer per un mecanisme radicalari poc selectiu.
La selectivitat es pot augmentar utilitzant en comptes de clor elemental N-clorosucinimida.
Habitualment és més recomanable la transformació d'un altre grup funcional en clorur. Així els grups hidroxi poden ser substituïts per clorur aplicant àcid clorhídric (eventualment en presència de clorur de zinc com a catalitzador), clorur de tienil, clorur de fòsfor etc.
També es poden obtenir per addició de clor o àcid clorhídric a enllaços múltiples d'alquens o alquins. L'addició de clorhídric dona principalment el producte Markownikov (amb el clor unit al carboni més substituït) en condicions polars i el producte anti-Markownikov (amb el clorur sobre el carboni menys substituït) en condicions radicalàries.
Els clorurs aromàtics finalment es solen obtenir per cloració directa en una reacció de substitució electrofílica en presència d'un àcid de Lewis com a catalitzador.

### Analítica
A) Prova de Beilstein:
Per a determinar la presència de clorur en un compost orgànic s'escalfa un filferro de coure en una flama blava d'un bec de Bunsen fins que no es noti cap coloració marcada. Després es posa en contacte amb el compost orgànic i s'introdueix el compost amb el filferro en la flama. Una coloració verda blavosa indica la presència de clorur.
Contraindicacions: els altres halurs i algunes amines poden donar la mateixa reacció.
B) Transformació en clorur inorgànic
Una petita mostra s'escalfa en un tub d'assaig amb una petita quantitat (pocs mil·ligrams) de sodi metall fins que el tub es queda roent. Després s'aboca el tub en un recipient amb aigua, s'acidula amb àcid nítric i es precipita el clorur amb nitrat de plata (AgNO3) realitzant les altres proves com s'ha descrit en el cas dels clorurs inorgànics.

### Bioquímica
A la naturalesa existeixen pocs clorurs orgànics, per tant, els clorurs orgànics solen tenir mala biodegradabilitat i romanen durant anys al medi ambient. A causa del seu caràcter hidrofòbic s'acumulen en els greixos, especialment en les últimes baules de la cadena alimentosa i poden provocar allí problemes de salut, la qual cosa fa que els clorurs siguin molt importants en la salut de les persones.

## Propietats electròniques del clorur
Un ió clorur (diàmetre 167 pm) és molt més gran que un àtom de clor (diàmetre 99 pm). La retenció de l'àtom de clor a la capa de valència és més feble perquè l'anió clorur té un electró més que ell. L'ió és incolor i diamagnètic. En solució aquosa, és molt soluble en la majoria dels casos; no obstant això, algunes sals de clorur, com el clorur de plata, el clorur de plom (II) i el clorur de mercuri (I), són només lleugerament solubles en aigua. En solució aquosa, el clorur està unit per l'extrem pròtic de les molècules d'aigua.

## Reaccions del clorur
El clorur es pot rovellar però no reduir. La primera oxidació, emprada en el procés cloro-àlcali, és la conversió a clor gasós. El clor es pot oxidar encara més a altres òxids i oxianions, inclòs l'hipoclorit (ClO−, l'ingredient actiu de la legia), el diòxid de clor (ClO2), el clorat (ClO−
3) i el perclorat (ClO−
4).
En termes de les seves propietats àcid-base, el clorur és una base feble, com ho indica el valor negatiu del pKa de l'àcid clorhídric. El clorur pot ser protonat per àcids forts, com l'àcid sulfúric:
NaCl + H2SO4 → NaHSO4 + HCl
Reacció de sals de clorur iònic amb altres sals per intercanviar anions. La presència d'ions d'halur com el clorur es pot detectar utilitzant nitrat de plata. Una solució que contingui ions clorur produirà un precipitat blanc de clorur de plata:
Cl− + Ag+ → AgCl
La concentració de clorur en un assaig es pot determinar usant un cloridòmetre, que detecta ions de plata una vegada que tot el clorur a l'assaig ha precipitat mitjançant aquesta reacció.
Els elèctrodes de plata clorada s'utilitzen comunament en electrofisiologia ex vivo.

## Altres oxianions
El clor pot assumir estats d'oxidació de −1, +1, +3, +5 o +7. També es coneixen diversos òxids de clor neutres.
| Estat d'oxidació del clor | −1          | +1              | +3          | +5          | +7             |
| Nom                       | clorur      | hipoclorit      | clorit      | clorat      | perclorat      |
| Fórmula                   | Cl−         | ClO−            | ClO− 2      | ClO− 3      | ClO− 4         |
| Estructura                | L'ió clorur | L'ió hipoclorit | L'ió clorit | L'ió clorat | L'ió perclorat |

## Presència a la natura
A la natura, el clorur es troba principalment a l'aigua de mar, que té una concentració d'ions clorur de 19400 mg/litre. En certs mars interiors i en pous subterranis de salmorra, com el Gran Llac Salat a Utah (EUA) i el Mar Mort a Israel i Jordània, es troben quantitats menors, encara que en concentracions més altes. La majoria de les sals de clorur són solubles en aigua, de manera que els minerals que contenen clorur generalment només es troben en abundància en climes secs o a les profunditats del subsòl. Alguns minerals que contenen clorur inclouen halita (clorur de sodi NaCl), silvita (clorur de potassi KCl), bischofita (MgCl2∙6H2O), carnalita (KCl∙MgCl2∙6H2O) i kainita (KCl∙MgSO4∙3H2O). També es troba en minerals evaporítics com la clorapatita i la sodalita.